# 諸葛恢
諸葛恢（284年—345年），字道明，琅琊陽都（今山東省沂南縣）人。曹魏征東大將軍諸葛誕之孫，父親是諸葛靚。晉朝官員，曾多次在地方任職，治績極佳，任會稽太守時管理下的會稽被晉元帝形容為「政清人和，為諸郡首」。在東晉官至尚書令。

## 生平
諸葛恢成年後知名，先試守即丘縣長，後轉臨沂縣令，任內縣內都和平安定。但當時西晉正值八王之亂，北方混亂，諸葛恢於是南渡江東避難。
到江東後，時任安東將軍的晉元帝任命諸葛恢為主簿，後出任江寧縣令。永嘉五年（311年）協助討伐與當朝的司馬越不協的鎮東將軍周馥而封博陵亭侯。同年晉元帝獲升任鎮東大將軍，諸葛恢遷任鎮東參軍。後來和卞壼一起因為當時聲譽而遷從事中郎，蒹領文書的記室事務。而當時戰亂頻繁，各地多事，送來的牋疏有很多，諸葛恢都細心斟酌回答，人皆稱許他調節適當。
建興元年（312年），晉愍帝在長安即位，徵諸葛恢為尚書郎，但晉元帝上表將諸葛恢留下。後更承制讓諸葛恢任會稽太守，臨行前晉元帝設酒宴為其餞行，以會稽比作關中富饒之地，並稱許諸葛恢有任官之方而將會稽重地交給他。諸葛恢亦建議元帝「尊五美、屏四惡、進忠實，退浮華」。諸葛恢任官第三年時就因其政績居全國之首而獲晉元帝下詔褒揚，增秩中二千石。
後來，諸葛恢因其母死而離職服喪，事後改拜中書令。後又曾任丹楊尹。太寧二年（324年），晉明帝要討伐打算篡位的王敦，任命諸葛恢為侍中，加奉車都尉。王敦之亂被平定後，諸葛恢以其協助討伐領導叛軍的王含之功進封建安伯，拜後將軍、會稽內史。後來被徵召為侍中，先後遷任左民尚書、武陵王師、吏部尚書。後升為尚書右僕射，加散騎常侍、銀青光祿大夫。後領選本州大中正、尚書令，續領吏部及散騎常侍。咸康八年（342年），晉成帝遺詔以諸葛恢和武陵王司馬晞、會稽王司馬昱、中書監庾冰及中書令何充一同作為顧命大臣。同年晉康帝即位後加侍中、金紫光祿大夫。永和元年（345年）逝世，享年六十二。朝廷追贈左光祿大夫、開府儀同三司，諡號為敬，並祠以太牢之禮。

## 逸事
- 諸葛恢在江東，名聲次於王導和庾亮。王導曾向諸葛恢說：「明府當為黑頭公。」認為他會年輕得高位。王導後來當上三公之一的司空，又指冠向諸葛恢說：「君當復著此。」對諸葛恢十分賞識。
- 王導曾與諸葛恢在族姓上開玩笑，王導說：「人言王葛，不言葛王也。」即王氏先於諸葛氏；但諸葛恢則回應：「不言馬驢，而言驢馬，豈驢勝馬邪！」
- 諸葛恢與荀闓和蔡謨的表字皆為道明，而且三人都有名譽，於是並稱「中興三明」當時更有「京都三明各有名，蔡氏儒雅荀葛清」的說法。

- 诸葛恢的大女儿诸葛文彪嫁给了太尉庾亮的儿子庾会，次女嫁给了徐州刺史羊忱的儿子羊楷，庾会被苏峻杀害后，诸葛文彪改嫁江虨，诸葛恢的儿子诸葛衡娶邓攸的女儿。当时谢裒替儿子向诸葛恢的小女儿诸葛文熊求婚，诸葛恢说：“羊氏、邓氏与诸葛氏世代通婚，江家得到我的照顾，庾家照顾我，不能再另外与谢裒的儿子通婚。”诸葛恢死后，诸葛文熊才嫁到谢家。王羲之去谢家看新媳妇，诸葛文熊仍有诸葛恢的遗风，她仪表严肃，端庄安详，仪容服饰光洁整齐。王羲之感叹的说：“我嫁女儿的时候，也只能做到这样啊！”[2]

## 家庭

### 夫人
- 平原刘氏，慕容皝长史刘翔的姐姐[3]

### 子女
- 諸葛甝，諸葛恢長子，嗣爵，官至散騎常侍
- 諸葛虪，諸葛恢次子，關內侯
- 諸葛衡，官至滎陽太守。娶鄧攸之女
- 諸葛文彪，諸葛恢長女，嫁庾亮子庾彬，後改嫁江虨
- 諸葛氏，諸葛恢次女，嫁羊楷
- 諸葛文熊，諸葛恢幼女，嫁謝石

## 延伸阅读
[在维基数据编辑]
 《晉書·卷077》，出自房玄齡《晉書》